# Lisbon (hrabstwo Waukesha)
Lisbon – miasto w Stanach Zjednoczonych, w stanie Wisconsin, w hrabstwie Waukesha.